# Eriachne schultziana
Eriachne schultziana är en gräsart som beskrevs av Ferdinand von Mueller. Eriachne schultziana ingår i släktet Eriachne och familjen gräs. Inga underarter finns listade i Catalogue of Life.